# Pars flaccida
 (décembre 2015).
Si vous disposez d'ouvrages ou d'articles de référence ou si vous connaissez des sites web de qualité traitant du thème abordé ici, merci de compléter l'article en donnant les références utiles à sa vérifiabilité et en les liant à la section « Notes et références ».

Localisation de la Pars flaccida

Dans l'anatomie humaine, la pars flaccida (ou de la membrane de Shrapnell) est une partie de la membrane du tympan. De forme triangulaire et flasque.

## Fonction
Il semble que la fonction de la pars flaccida est de maintenir une pression constante de l'oreille moyenne à l'intérieur de certaines limites. Elle semble avoir un rôle acoustique mineur chez les êtres humains.

## Pathologie
Le pars flaccida est extrêmement riche en mastocytes. Les mastocytes de la pars flaccida ont la capacité de provoquer une inflammation intense de la membrane tympanique.